# Aframomum zambesiacum
Aframomum zambesiacum är en enhjärtbladig växtart som först beskrevs av John Gilbert Baker, och fick sitt nu gällande namn av Karl Moritz Schumann. Aframomum zambesiacum ingår i släktet Aframomum och familjen Zingiberaceae.

## Underarter
Arten delas in i följande underarter:
- A. z. puberulum
- A. z. zambesiacum

## Bildgalleri

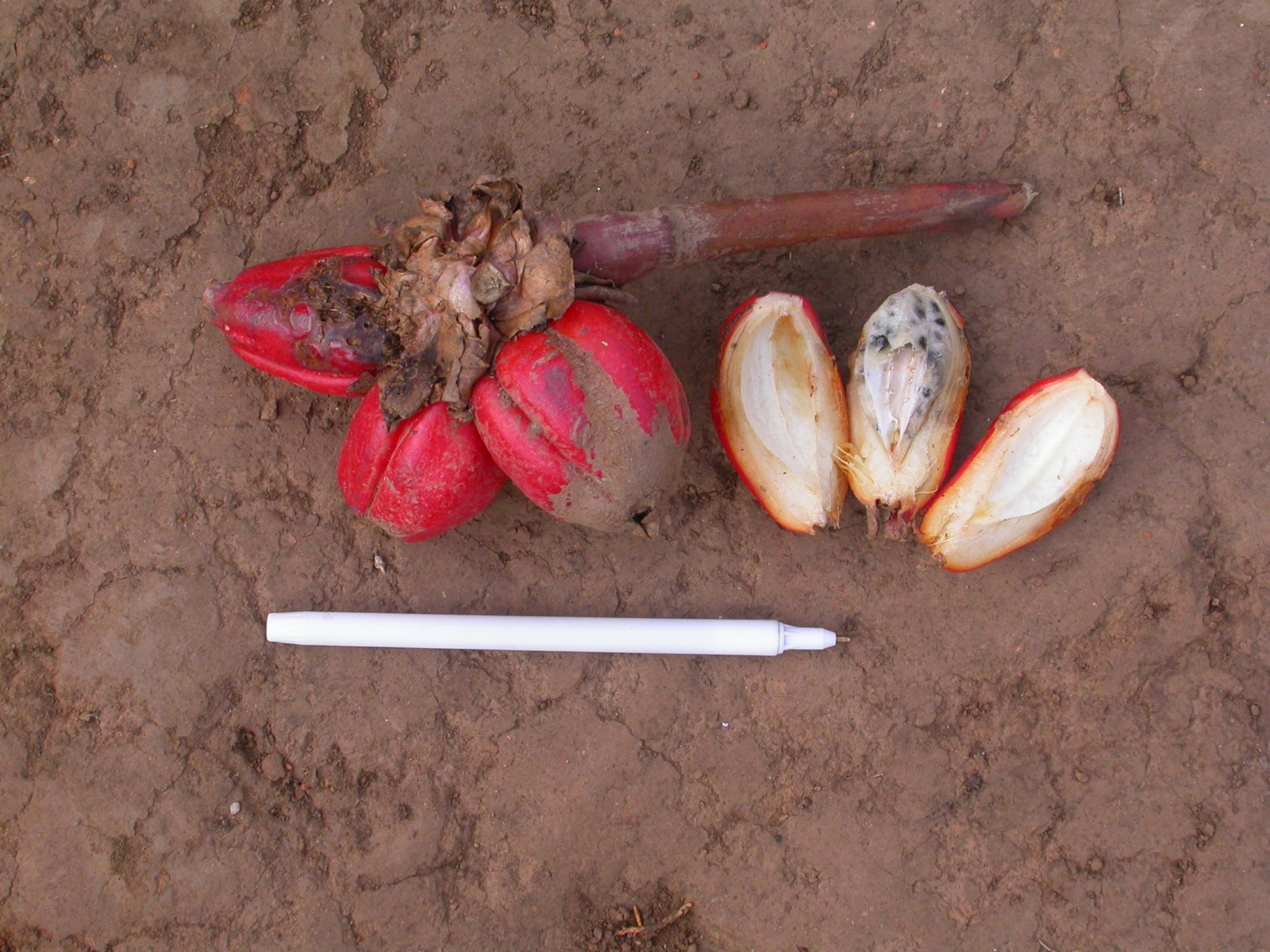